# 鈴木香里武
鈴木 香里武（すずき かりぶ、1992年3月3日 - ）は、日本のタレント、魚類研究者。株式会社カリブ・コラボレーション代表取締役社長、岸壁幼魚採集家、フィッシュヒーラー、「お魚王子」、幼魚水族館館長。Takanoプロモーションに在籍（業務提携）。
名前は本名であり、名付け親は明石家さんま（両親ともに、さんまの出演していたテレビ番組の制作スタッフだったため。カリブ海に新婚旅行に行った上でのハネムーンベイビーだったのを報告に行った際に、さんまに「名前はカリブや」と言われたのが由来だという）。作詞家でカリブ・コラボレーション専務でもあるすずきかなこは母。シンガーソングライターの鈴木結女は叔母。
学習院初等科・中等科・高等科、学習院大学文学部心理学科卒業。学習院大学大学院人文科学研究科心理学専攻博士前期課程修了。北里大学大学院海洋生命科学研究科博士後期課程在学中。
静岡県にある清水町のふるさと大使に着任。

## 著書
- カリブ先生のおさかな赤ちゃん珍図鑑 (2022年3月、エムピージェー)[8]
- この目、誰の目？ 魚の目図鑑 (2021年11月、ジャムハウス)[9]
- 魚たちからの応援（エール）図鑑 (2021年3月、主婦の友社)[10]
- 海でギリギリあきらめない生きざま。知恵と工夫で生き残れ！海のいきもの図鑑(2020年12月、KADOKAWA)
- 岸壁採集! 漁港で出会える幼魚たち(2020年7月、ジャムハウス)[11]
- わたしたち海でヘンタイするんです。～海のいきもののびっくり生態図鑑～(2019年11月、世界文化社)[12]
- 海でギリギリ生き残ったらこうなりました。～進化のふしぎがいっぱい！海のいきもの事典～(2018年12月、KADOKAWA)[13]

## 出演

### テレビ番組
- どうなるでSHOW (2024 年2月、TBS) [14]
- 午前0時の森 “ちょっと残念な生き物の名前を愛でようの森” (2024年2月、日本テレビ)
- KinKi Kidsのブンブブーン#397 、#398 (2023年10月、フジテレビ)
- 60秒で学べるNews #45 #46　(2023年10月、テレビ東京)
- 60秒で学べるNews #34　(2023年７月、テレビ東京)
- 爆笑問題の深海WANTED　(2023年7月、フジテレビ・テレビ静岡)[15]
- 堀潤モーニングFLAG (2023年6月、TOKYO MX)
- ネプリーグ（2023年1月 フジテレビ）[16]
- 60秒で学べるNews（2023年1月 テレビ東京）
- しまじろうのわお!（2023年1月、テレビせとうち）
- Kingspe（2023年1月 鹿児島放送）
- 所JAPAN#180 今行きたい全国水族館SP!（2022年12月 関西テレビ放送）
- ひるおび!(2022年11月 TBS)
- ネプリーグ(2022年10月 フジテレビ)
- NHKニュース たっぷり静岡(2022年10月 NHK静岡)
- 有吉ジャポンⅡ〜ジロジロ有吉〜(2022年10月 TBS)
- あさイチ　愛でたいnippon静岡　(2022年9月 NHK)
- ロコだけが知っている　(2022年8月、NHK総合)
- とびっきり！しずおか土曜版　(2022年8月、静岡朝日テレビ)
- 福澤朗の本であそぶ。(2022年8月、BSJapanext )
- ポップUP！ “くろうと番付”コーナー(2022年8月、フジテレビ)
- ABEMA的ニュースショー　(2022年7月、ABEMA)
- データで解析！サンデージャーナル　(2022年7月、テレビ愛知)
- しまじろうのわお！　(2022年7月、テレビ東京系列)
- 爆笑問題の深海WANTED　(2022年7月、フジテレビ・テレビ静岡)
- ワシんとこ・ポスト　(2022年6月・10月・12月、BSよしもと)
- 花咲かタイムズ　(2022年6月、CBC)
- 東大王　(2022年6月、TBS )[17]
- お気に入りサタデー　(2022年3月、BSテレ東)
- よんチャンTV　(2022年3月、MBS )
- ちょい足し (2022年1月、CBCテレビ )[18]
- プレミアの巣窟(2022年1月、フジテレビ)
- ヨコヅナイワシ　－駿河湾　最深部の王者“３つの謎”－(2022年1月、テレビ静岡)
- 水野真紀の魔法のレストラン(2022年1月、MBS)[19]
- データで解析！サンデージャーナル(2021年11月、テレビ愛知)
- ひめDON!×とさ金(2021年10月、NHK松山)
- 5時に夢中！(2021年9月、TOKYO MX)
- 水野真紀の魔法のレストラン(2021年9月、MBS)
- データで解析！サンデージャーナル(2021年8月、テレビ愛知)
- ABEMA的ニュースショー(2021年6月、ABEMA TV)
- アナザースカイ(2021年6月、日本テレビ)[20]
- 爆笑問題の深海WANTED(2021年5月、フジテレビ、テレビ静岡)[21]
- 坂上どうぶつ王国(2021年5月、フジテレビ)
- ヒルナンデス!(2021年5月、日本テレビ)
- ズームイン!!サタデー(2021年5月、日本テレビ)
- 所さんの学校では教えてくれないそこんトコロ！(2021年4月、テレビ朝日)
- 堀潤モーニングFLAG (2021年4月～2022年3月、TOKYO MX)[22] コメンテーター
- ABEMA的ニュースショー(2021年4月、ABEMA TV)
- 有吉ジャポンⅡ〜ジロジロ有吉〜(2021年3月、TBS)
- 水野真紀の魔法のレストラン(2021年3月、MBS)[23]
- 有吉ジャポンⅡ〜ジロジロ有吉〜(2021年1月、TBS)
- ダーウィンが来た！(2020年12月、NHK)
- 教えてもらう前と後(2020年11月、MBS)[24]
- どうぶつな会(2020年9月、テレビ朝日)
- お笑いワイドショー マルコポロリ！(2020年8月、関西テレビ)
- くりぃむクイズ ミラクル9(2020年7月、テレビ朝日)
- サタデープラス(2020年6月、MBS)
- さし旅”マニアのオタク訪問！おうち時間満喫ツアー”(2020年6月、NHK)
- 裸の少年(2020年6月、テレビ朝日)
- 爆笑問題の深海WANTED (2020年5月、フジテレビ、テレビ静岡)[25]
- ZIP!“なーるほどマスカレッジSP"(2020年4月、日本テレビ)
- 有吉ジャポン(2020年3月、TBS)
- 静岡ありえない海常識(2020年3月静岡第一テレビ)[26]
- まるごと(2020年2月静岡第一テレビ)
- まるごと”脳ミソたいそう”(海の特別編)(2020年2月-3月静岡第一テレビ)
- マツコの知らない世界“深海魚の世界”(2020年1月、TBS)[27]
- 有田哲平と高嶋ちさ子の人生イロイロ超会議(2019年12月、TBS)[28]
- 華語視界(2019年11月、NHK WORLD JAPAN)
- 世界一受けたい授業(2019年11月、日本テレビ)
- 超逆境クイズバトル!!99人の壁(2019年10月、フジテレビ)
- ワケあり！レッドゾーン(2019年9月、読売テレビ、日本テレビ)[29]
- ヒルナンデス!(2019年8月、日本テレビ)
- にじいろジーン(2019年7月、フジテレビ)
- 超逆境クイズバトル‼99人の壁(2019年5月、フジテレビ)
- 有吉ジャポン(2019年2月、TBS)
- 踊る!さんま御殿!!～食にこだわる有名人VSノットグルメ～(2018年9月、日本テレビ)[2]
- 夏休み！魚ゼミナール～親子で自由研究～(2018年7月、BS-TBS)
- スッキリ“キニナルジャーナル”(2018年1月、日本テレビ)
- ABChanZOO(2017年10月、テレビ東京)
- さし旅“海の生きものマニアと巡る熱狂ツアー”(2017年8月、NHK)
- 激論!どっちマニア　第1回マニア-１グランプリ決勝戦(2013年3月、テレビ朝日)

### ラジオ番組
- ナニモノ!（2022年11月17日、文化放送）